# Tlacuilotepec
Tlacuilotepec är en kommun i Mexiko.   Den ligger i delstaten Puebla, i den sydöstra delen av landet, 160 km nordost om huvudstaden Mexico City. Antalet invånare är 17 115. Arean är 174 kvadratkilometer.
Terrängen i Tlacuilotepec är kuperad åt nordost, men åt sydväst är den bergig.
Följande samhällen finns i Tlacuilotepec:
- Cuautepec
- Itzatlán
- Santa María
- El Rincón
- Nuevo Tenancingo
- Tliltepec
- La Lagunilla
- Tlapehualita
- Hula
- Palo Blanco
- Tacubaya
- La Cueva
- Tanchitla
- Agua Blanca
- San Andrés
- El Encinal
- El Saltillo
- La Esperanza
- La Joya
- El Temaxcal